# Sang

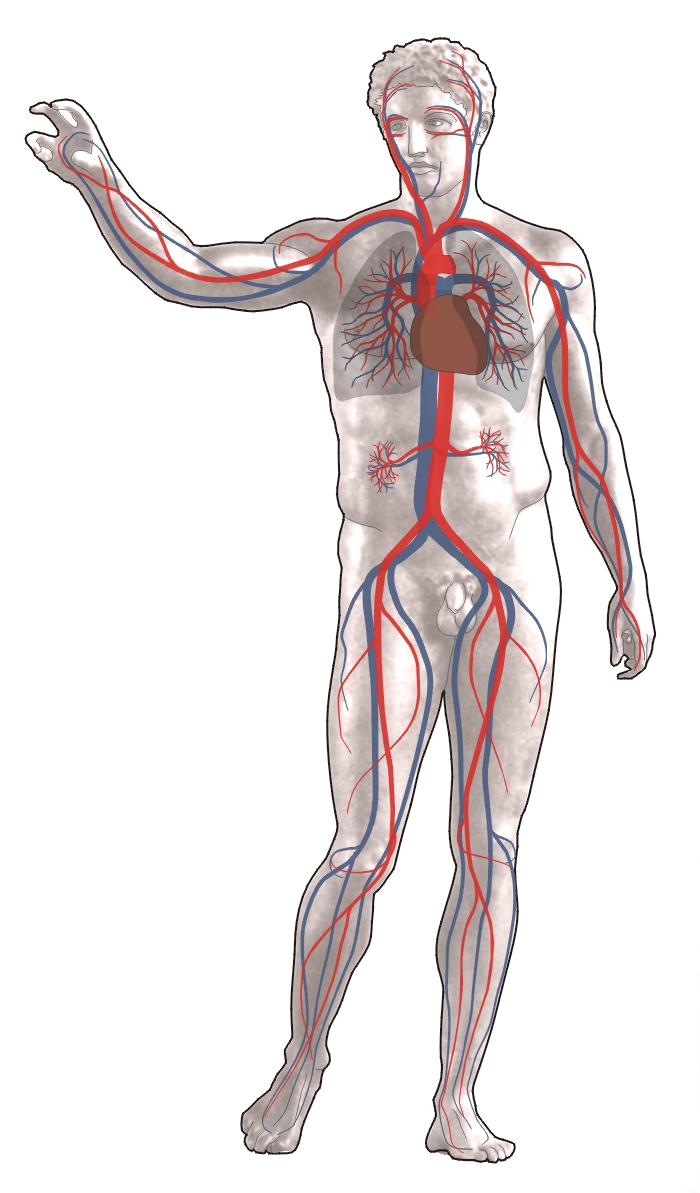
Sistema sanguini humà

La sang és una suspensió de cèl·lules en un medi aquós, impulsada pel cor a través dels vasos sanguinis, amb l'objectiu de distribuir oxigen i nutrients als diferents teixits així com eliminar-ne els residus, entre altres funcions. Està formada per una matriu extracel·lular líquida anomenada plasma. El plasma representa el 55% de la sang total, està compost principalment d'aigua (90% en volum), i conté una dissolució de proteïnes, lípids, glucosa, ions minerals, hormones, diòxid de carboni (el plasma és el medi mitjà de transport de productes residuals), plaquetes i les cèl·lules sanguínies mateixes. L'any 2011 s'havien identificat en la sang 4.229 productes químics els quals potencialment es poden utilitzar en el diagnòstic de problemes de la salut
Circula per artèries, venes i capil·lars, suposant el 7,7% del pes corporal. Té el seu origen en les cèl·lules mare hematopoètiques. El sistema hematopoètic, (dels mots grecs αἷμα, -ατος- = sang, ποίησις = creació), és el sistema encarregat de la formació de la sang.
La seva definició histològica és la de ser una varietat de teixit conjuntiu especialitzat. Caracteritzat a més per contenir una matriu extracel·lular líquida (el plasma sanguini), i una sèrie d'elements figurats.
El volum de sang circulant es diu volèmia, aquesta està avaluada entre 68 i 77 ml per kilogram de pes corporal. Una persona que pesi 70 kg té uns 5 litres de sang. El pes total de la sang equival a 1/13, un 78% és aigua i el 22% restant són elements sòlids.

## Funcions
La sang té una gran varietat de funcions:
- Funció respiratòria: Transporta oxigen (O₂) des dels pulmons cap als diferents teixits.
- Funció nutritiva: Transporta nutrients cap als diferents teixits.
- Funció excretora: Transporta els productes de secreció dels catabolisme cel·lular cap als òrgans cap on han de ser eliminats.
- Funció de regulació hormonal: Transporta les hormones cap a les cèl·lules diana.
- Funció reguladora tèrmica: Distribueix calor per tot el cos per mantenir una temperatura constant.
- Funció del manteniment del pH: Controla el pH constant al llarg del cos. El pH plàsmic normal és aproximadament de 7,4.
- Funció de manteniment del volum intersticial: Conserva inalterat el volum del líquid contingut en el compartiment existent entre les cèl·lules dels teixits.
- Funció defensiva: La sang protegeix l'organisme de les infeccions, ja que és l'encarregada de transportar els glòbuls blancs que són encarregats de sistema immunitari.
- Funció hemostàtica: Quan hi ha una lesió, la sang deté les seves pròpies ferides a través de les plaquetes.

## Composició

### Fracció forme
Aquella part de la sang que està constituïda per elements amb una forma definida. Confecciona el 45% del volum total de la sang.

#### Glòbuls vermells

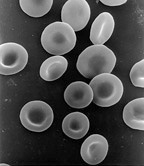
Glòbuls vermells visualitzats en un microscopi electrònic.

Els glòbuls vermells o glòbuls rojos, hematies o eritròcits són cèl·lules anucleades amb forma de disc bicòncau, el seu diàmetre normal és de 7-8 µm (longitudinal), 2 µm (transversal perifèric), 1 µm (transversal central), una superfície de 120-140 µm² i un volum de 80-100 µm³.
Són les cèl·lules de la sang més nombroses (uns 4,5 milions per mm³) i les encarregades de transportar l'oxigen i el diòxid de carboni, aquest procés es realitza a través de l'hemoglobina, una proteïna globular que conté grans quantitats de ferro i ocupa pràcticament tot el seu citoplasma, és la responsable de conferir a la sang aquest color vermell. A la membrana plasmàtica dels eritròcits hi ha les glucoproteïnes (CD) que defineixen els diferents grups sanguinis i altres identificadors cel·lulars. Es formen a la medul·la òssia i són destruïts pels macròfags del sistema retícul endotelial passats uns 120 dies.
Hemoglobina
L'hemoglobina (Hb o HGB) és una cromoproteïna constituïda per:
- Un grup prostètic anomenat HEM o HEMO (el qual dona a la sang aquest color vermell característic) constituït al seu temps per 4 ferroporfines idèntiques. que cada una d'elles està comporta per un protoporfirina IX i un àtom de ferro en estat ferrós (Fe++).[8]
- Un grup proteic anomenat globina la qual consta de 4 cadenes polipeptiques, iguals 2 a 2. Cada una d'elles està constituïda per una mica de 140 aminoàcids.[9]

En alguns éssers vius l'hemocianina fa les funcions de l'hemoglobina humana, tals com els mol·luscs o els artròpodes.

#### Glòbuls blancs
Els leucòcits o glòbuls blancs són les úniques cèl·lules sanguínies amb nucli i les més grans. Hi ha 5 tipus diferents de leucòcits: els neutròfils, els basòfils, els eosinòfils, els limfòcits i els monòcits. Tenen una funció protectora, ja que intervenen en el sistema immunitari. La seva concentració es troba entre 5.000 i 11.000 per mm³ fent que siguin les cèl·lules amb menys nombre. Es formen en la medul·la òssia i són destruïts pels macròfags del Sistema reticuloendotelial al cap d'uns dies, depenen el tipus de leucòcit que sigui.

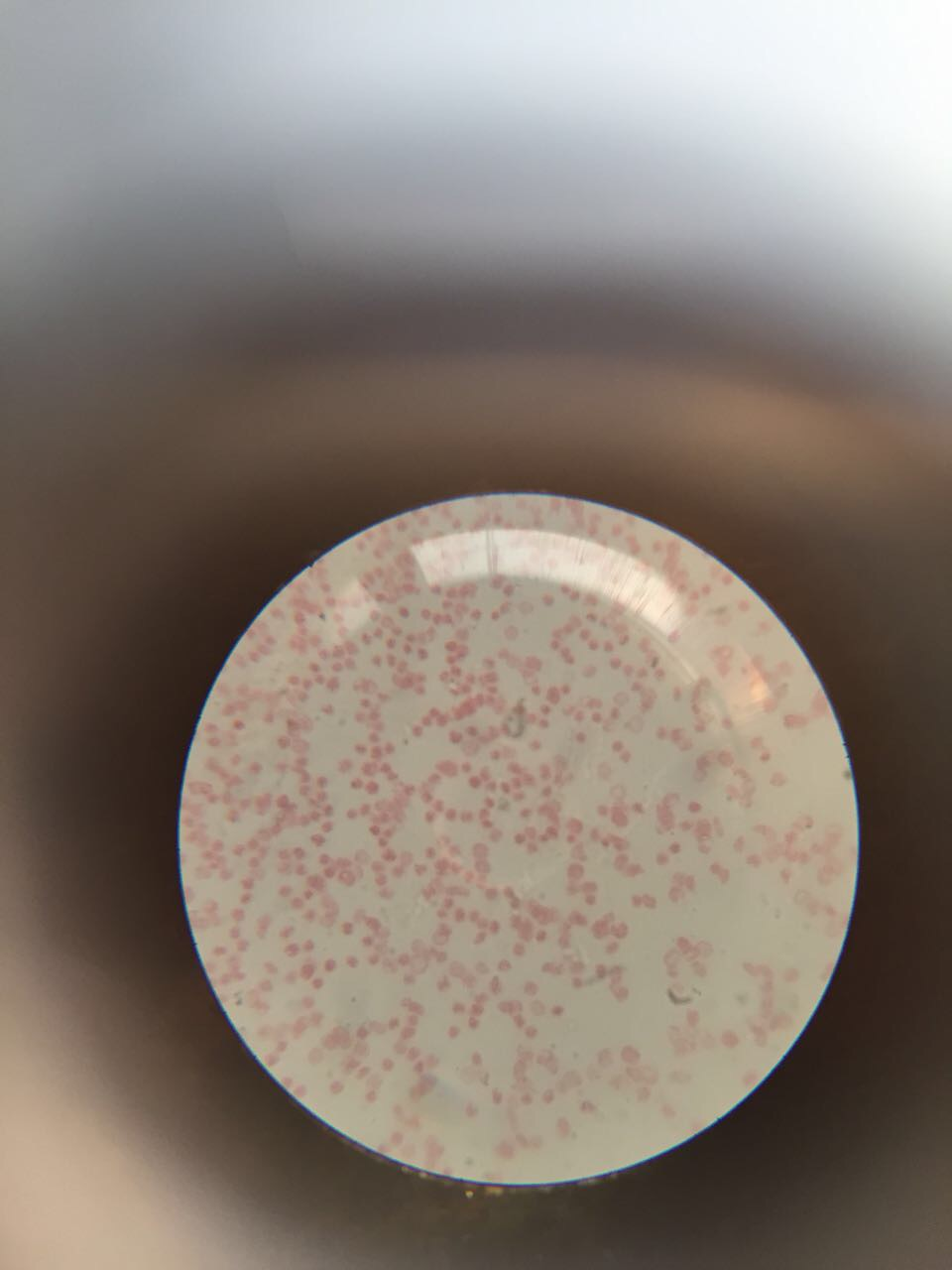
Mostra de sang humana visualitzada en un microscopi òptic a 40 augments.
- a: Globuls vermells
- b: Glòbul blanc: Neutròfil
- c: Glòbul blanc: Eosinòfil
- d: Glòbul blanc: Limfòcit

- Neutròfils: Són els leucòcits més comuns, ja que representen del 40 al 75% dels leucòcits circulants, amb una concentració d'entre 2000 i 8000 per mm³,[11] són granulats i tenen un nucli multinucleat (de 3 a 5 lòbuls) la vida mitjana de vida és d'entre una i dues setmanes.[12] La seva mida ronda entre els 10 i els 14 μm.[13] La seva funció principal és la fagocitosi, la qual la pot fer directament o després d'un procés d'opsonització.[11]
- Eosinòfils: Són dels leucòcits menys comuns després del basòfils, només representen del 0 al 7% dels leucòcits circulants, amb una concentració d'entre 0 i 800 per mm³,[14] són els més granulats de tot i reben el seu nom per la facilitat amb què es tenyeixen amb l'eosina,[15] La seva mida ronda entre els 12 i els 17 μm.[16] la seva funció principal és la de realitzar un atac contra els paràsits extracel·lulars, també són els encarregats de modular les reaccions al·lèrgiques.[14]
- Basòfils: Amb només una concentració d'entre 0 i 200 per mm³, entre un 0 i un 1,5% del leucòcits,[17] els basòfils són les cèl·lules sanguínies menys comunes de totes. Té cop citoplasma i la seva mida ronda entre els 12 i els 14 μm.[14] La seva funció principal és induir el procés inflamatori alliberant, entre altres substàncies químiques, histamina.[18]
- Monòcits: Juntament amb els limfòcits els monòcits són els únics leucòcits agranulats, són les cèl·lules sanguines més grans amb una mida que ronda entre els 15 i els 20 μm.[19] Té citoplasma abundant i un nucli irregular. La seva funció principal és la fagocitosi.[20]
- Limfòcits: Després del neutròfils, són els leucòcits més comuns, ja que representen del 24 al 32% dels leucòcits circulants, amb una concentració d'entre 1.300 i 4000 per mm³,[20] El seu nombre augmenta sobretot en infeccions virals, encara que també en malalties neoplàsiques (càncer) i poden disminuir en immunodeficiències. Els limfòcits són els efectors específics del sistema immunològic, exercint la immunitat adquirida cel·lular i humoral. Segons la seva morfologia es poden classificar en limfòcits: grans, mitjans i petits i segons la seva funció en limfòcits T i B.[21]
  - Limfòcits B: Representen el 20-30% dels limfòcits i la seva funció és la fabricació d'anticossos, funcionen com a cèl·lules presentadores d'antigen.[22]
  - Limfòcits T: Representen el 70-80% del limfòcits i són els responsables de la immunitat cel·lular, intervenen en la defensa contra els germen intracel·lular, lluiten contra el desenvolupament de la neoplàsia i són els responsables del rebuig en el trasplantaments d'òrgans.[23]

#### Plaquetes
Les plaquetes o trombocits són fragments d'unes cèl·lules anomenades megacariòcits, són les més petites de la sang, d'uns 3μm de diàmetre, no tenen nucli la seva forma és ovalada o rodona. Dins seu hi ha diverses substàncies que intervenen en la coagulació de la sang. El seu nombre aproximat ronda d'entre 140.000 a 400.000 per mm³ i es produeixen en la medul·la òssia i són destruïts pel macròfags del Sistema reticuloendotelial al cap de deu dies de la seva formació.

### Fracció líquida
La fracció líquida o plasma sanguini és una suspensió aquosa de color groc transparent on estan immersos els elements formes, confecciona el 55% del volum de sang total. El volum plasmàtic total és de 40-50 mL/kg.
El plasma sanguini està compost per un 90% d'aigua i un 10% de substàncies sòlides dissoltes:
- Glúcids: glucosa.
- Lípids: colesterol, triacilglicerols, etc.
- Proteïnes: Albúmina, fibrinogen, globulina, etc.
- Electròlits: ions de diferents elements.
- Vitamines
- Enzims
- Hormones
- Substàncies de rebuig

Els components del plasma es formen en el fetge (albúmina i fibrinogen) i en les glàndules endocrines (hormones).
Quan el plasma se li retira el fibrinogen, se l'anomena sèrum.

## Característiques físico-químiques
- Viscositat: La viscositat és la resistència que ofereix un líquid alhora de deformar-se. Els dos factors que influeixen en la viscositat de la sang són: la concentració de cèl·lules i la concentració de proteïnes plasmàtiques. Així doncs un augment d'un o dels dos factor provoca una hiperviscositat i dificulten la circulació a través dels vasos sanguinis. La sang és un fluid no newtonià (la seva viscositat està influenciat per la pressió i la temperatura), té un moviment perpetu i pulsàtil i circula unidireccionalment.[25]
- Osmolaritat plasmàtica: L'osmolaritat plasmàtica normal està entre els 280 i els 300 mOsmol/kg d'aigua. Aquest depèn essencialment de la concentració d'ions de sodi, ja que és el solut més abundant.[25]
- pH: El seu valor de referència és d'aproximadament de 7,4.[24]

## Hematopoesi
L'hematopoesi és el procés de formació, desenvolupament i maduració dels elements formes de la sang a partir d'un precursor cel·lular comú i indiferenciat conegut com a cèl·lula mare hematopoètica pluripotencial, unitat formadora de colònies o hemocitoblast. Les cèl·lules mare de la sang en un adult es troben en la medul·la òssia vermella i són les responsables de formar totes les cèl·lules i derivats cel·lulars que hi circulen. Les cèl·lules sanguínies són degradades per la melsa i els macròfags del fetge. Hi ha un equilibri entre la formació i la destrucció de cèl·lules sanguínies.
En un embrió, en un principi l'hematopoesi es dona en el sac vitel·lí, posteriorment (5a setmana) el fetge, realitza aquesta funció, la qual va minvant fins que el 5è mes deixa de fer-ho. El tercer òrgan a realitza-la és la melsa, la qual deixa de fer-ho al setè mes. Finalment a partir del quart més de gestació i durant la resta de la vida l'hematopoesi es produeix en la medul·la òssia vermella.

### Eritropoesi
És el seguit de processos que condueixen a la formació dels eritròcits través de successives transformacions cel·lulars, que es van donant en cada divisió. En els adults es dona al moll de l'os, en el fetus és una mielopoesi operativa. La diferenciació cel·lular tarda entre 2-3 dies en produir-se. Un eritròcit madur recorre durant la seva vida fins a 600 km i passen 120 dies abans d'eliminar-se.

### Leucopoesi
És la formació del leucòcits, són produïts a partir del precursor limfoide, per una reducció del citoplasma respecte al nucli, el limfòcits B són sintetitzats totalment en la medul·la òssia mentre que els limfòcits T pateixen la maduració en els òrgans limfoides. Els limfòcits de granulats es desenvolupen a partir del precursor mieloide.

### Trombopoesi
És la formació de les plaquetes, són produïdes partir del precursor mieloide, la primera cèl·lula diferenciada és el megacarioblast, que dona lloc al promegacariocit que al seu temps dona lloc al megacariòcit, cada una d'elles més gran que l'anterior, fins que el megacariòcit es divideix en 6 protoplaquetes que cada una donarà lloc a 6 -12 x 103 plaquetes.

## Transport de gasos

### Transport d'oxigen
L'oxigenació de la sang es mesura segons la pressió parcial de l'oxigen. 98,5% de l'oxigen és combinat amb l'hemoglobina. Només l'1,5% és físicament dissolt. La molècula d'hemoglobina és l'encarregada del transport d'oxigen en els mamífers i altres espècies.
Amb l'excepció de l'artèria pulmonar i l'artèria umbilical, i les seves venes corresponents, les artèries transporten la sang oxigenada des del cor i la lliuren al cos a través de les arterioles i els tubs capil·lars, on l'oxigen és consumit, després les venes transporten la sang desoxigenada de tornada al cor.
Sota condicions normals, en humans, l'hemoglobina en la sang que abandona els pulmons està al voltant del 96-97% saturat amb oxigen, la sang "desoxigenada" que retorna als pulmons està saturada amb oxigen en un 75%. Un fetus, rebent oxigen a través de la placenta, és exposat a una menor pressió d'oxigen (al voltant del 20% del nivell trobat en els pulmons d'un adult), és per això que els fetus produeixen una altra classe d'hemoglobina amb més afinitat a l'oxigen (hemoglobina F) per poder extreure la major quantitat possible d'oxigen del seu escàs subministrament.

### Transport de diòxid de carboni
Quan la sang sistèmica arterial flueix a través dels capil·lars, el diòxid de carboni es dispersa dels teixits a la sang. Part del diòxid de carboni és dissolt a la sang. I, a la vegada una mica del diòxid de carboni reacciona amb l'hemoglobina per formar carboamino hemoglobina. La resta del diòxid de carboni és convertit en anions hidrogencarbonat, {\displaystyle {\ce {HCO3-}}}, i cations oxoni, {\displaystyle {\ce {H3O+}}}. La majoria del diòxid de carboni és transportat a través de la sang en forma d'anions hidrogencarbonat.
La sang venosa és sang rica en diòxid de carboni que circula per les venes.

### Transport d'ions d'hidrogen
Una mica de l'oxihemoglobina perd oxigen i es converteix en deoxihemoglobina. La deoxihemoglobina té una major afinitat amb H+ que l'oxihemoglobina per la qual cosa s'associa a la majoria dels ions d'hidrogen.

## Grups sanguinis
Existeixen quatre grups sanguinis bàsics: A, B, AB i 0 (Tant + com -). Si a una persona amb un tipus de sang se li fa una transfusió d'un altre tipus, es pot emmalaltir greument i, fins i tot, morir. Això succeeix per la classificació dels grups sanguinis segons una franja anomenada aglutinogen, que hi ha al voltant dels eritròcits en la seva capa citoplasmàtica, que si capta un grup estrany de sang es pot destruir. Això pot provocar la destrucció de l'eritròcit, generant una reacció en cadena.
A l'hora de fer transfusions, els hospitals busquen sang compatible amb la del pacient, és a dir, tracten obtenir el mateix tipus que la del pacient a través de centrífugues i reactius.
Cal destacar que entre els grups sanguinis de menys compatibilitat es troba el grup "AB" per contra el grup "0-" té compatibilitat amb tota mena de sang, (negatius i positius) mentre que el "0 +" té compatibilitat amb els tipus de sang positiva.
Hi ha 4 tipus de grups sanguinis en el sistema AB0:
- Grup A: Amb antígens A als glòbuls vermells i anticossos anti-B al plasma.
- Grup B: amb antígens B als glòbuls vermells i anticossos anti-A al plasma.
- Grup AB: amb antígens A i B als glòbuls vermells i sense els anticossos anti-A ni anti-B en el plasma. Aquest grup es coneix com a "receptor universal de sang", ja que pot rebre sang de qualsevol grup.
- Grup 0: sense antígens A ni B als glòbuls vermells i amb els anticossos anti-A i anti-B en el plasma.

| Receptor | Donant | Donant | Donant | Donant | Donant | Donant | Donant | Donant |
| Receptor | 0-     | 0+     | B-     | B+     | A-     | A+     | AB-    | AB+    |
| AB+      | X      | X      |        | X      |        | X      |        | X      |
| AB-      | X      |        | X      |        | X      |        | X      |        |
| A+       | X      | X      |        |        |        | X      |        |        |
| A-       | X      |        |        |        | X      |        |        |        |
| B+       | X      | X      |        | X      |        |        |        |        |
| B-       | X      |        | X      |        |        |        |        |        |
| 0+       | X      | X      |        |        |        |        |        |        |
| 0-       | X      |        |        |        |        |        |        |        |
| -------- | ------ | ------ | ------ | ------ | ------ | ------ | ------ | ------ |

## Patologies de la sang

### Trastorns generals
- En el volum:
  - Una lesió pot causar una pèrdua de sang per hemorràgia.[34] Un adult sa pot perdre gairebé el 20% del volum de sang (1L) abans de notar els primers símptomes, i el 40% del volum (2L) abans que entri en xoc. Les plaquetes amb la seva capacitat de coagulació són les encarregades d'aturar les hemorràgies.
  - La deshidratació pot reduir el volum de sang mitjançant la reducció del contingut d'aigua de la sang. Això poques vegades es traduiria en estat de xoc (a part dels casos molt greus), però pot provocar una hipotensió ortostàtica o una síncope.
- En la circulació:
  - El xoc és la perfusió ineficaç dels teixits, i pot ser causada per una varietat de condicions inclosa la pèrdua de sang, infecció, baix cabal cardíac.
  - L'arterioesclerosi redueix el flux de sang a través de les artèries, ja que estreta les artèries. Arteriosclerosi tendeix a augmentar amb l'edat, i la seva progressió es pot veure agreujada per múltiples causes com el tabaquisme, la hipertensió arterial, excés de lípids circulants (hiperlipidèmia), i diabetis mellitus.
  - La coagulació pot formar una trombosi, que poden obstruir els vasos.
  - Problemes amb la composició de la sang, l'acció de bombament del cor o l'estrenyiment dels vasos sanguinis pot tenir moltes conseqüències com la hipòxia (manca d'oxigen) dels teixits subministrats. El terme es refereix a la isquèmia del teixit que està insuficientment perfosos amb sang i l'infart es refereix a la mort del teixit (necrosi), el que pot passar quan el subministrament de sang ha estat bloquejat (o és molt insuficient).

### Trastorns hematològics
- Anèmia: Disminució del nombre d'eritròcits, de la quantitat d'hemoglobina o del valor de l'hematòcrit.[35] Hi ha diversos tipus d'anèmies, i les més freqüents són la ferropènica i l'associada a malaltia crònica.
- Leucèmia: Càncer que es caracteritza per una proliferació anormal de cèl·lules sanguínies.[36]
- Policitèmia: Augment del nombre d'eritròcits, de leucòcits i de plaquetes[37]
- Hemofília: Malalties hereditària ocasionada per la carència o defecte d'algun factor de coagulació que provoca hemorràgies constants difícils de contenir.[38]

### Intoxicació per monòxid de carboni
A part de l'oxigen, hi ha altres substàncies que es poden adherir a l'hemoglobina, i en alguns casos pot causar danys irreversibles en el cos. El monòxid de carboni, per exemple, és extremadament perillós quan és transportat a través de la sang pels pulmons per inhalació, ja que el monòcit de carboni, s'uneix irreversiblement a l'hemoglobina i forma carboxihemoglobina, produint que hi hagi menys hemoglobina lliure en el torrent sanguini i, per tant, disminueix el transport d'oxigen. La intoxicació per monòxid de carboni pot estar produït per diferents motius com poden ser: estar en una habitació tancada, prop d'un foc o l'hàbit de fumar.

## Tractaments mèdics

### Productes sanguinis
La sang per les transfusions s'obté de donants humans mitjançant la donació de sang i s'emmagatzema en un banc de sang. Els humans tenen molts grups sanguinis diferents, dels quals els més importants són el sistema d'agrupament sanguini AB0 i el factor Rh. Una transfusió de sang d'un grup incompatible pot provocar complicacions greus i sovint fatals, de manera que es duen a terme proves creuades per assegurar-se que la sang transfusionada és compatible amb el pacient.

### Substituts artificials
Hi ha alguns compostos, sovint anomenats “sang artificial”, que poden realitzar algunes funcions de la sang natural. Poden ser útils en casos excepcionals, quan hom no disposa de sang real adequada o en pacients que no admeten les transfusions per motius religiosos.

## Mitologia relacionada
La sang ocupa un paper central en moltes mitologies, lligada a la vida, al naixement i a la menstruació. Per això molts pobles beuen sang (usualment després d'un ritual de sacrifici, sigui real o simbòlic, com la missa cristiana) o s'unten el cos amb ella, per lluitar contra la mort. Els colors ocre i vermell de moltes pintures tribals o dels pigments propiciatoris de la caça s'inspiren en aquesta associació entre sang i el cicle vida-mort.
Com que la Bíblia prohibeix aquesta ingesta de sang (Levític 17,11), per considerar-la sagrada, ja que transporta la vida, els jueus i els musulmans han incorporat rígides normes a la seva dieta, on els aliments s'han de preparar d'una manera especial per no ingerir per via oral la sang. Pels jueus, la carn ha d'esser correctament dessagnada, o rostint-la al foc o salant-la durant una hora amb sal gruixada.
Per un motiu semblant, els testimonis de Jehovà refusen les transfusions, tot i que un jutge pot ordenar que se'ls practiqui una transfusió si cal per salvar-los la vida.
Amb el temps, l'associació entre sang i paganisme va passar a ser entre sang i el dimoni (ésser que vol vessar la sang aliena, amb la violència) o beure-la. Probablement és un dels orígens del mite del vampir i totes les seves variants.
En les cultures del Japó i de la Xina, quan a una persona li surt sang del nas es diu que té desig sexual.
A l'antiguitat, era un dels quatre humors essencials, associat a persones vitals, hedonistes i a vegades violentes. La sang blava era una metàfora per parlar de la noblesa, ja que els nobles medievals estaven molt blancs de pell (no havien de treballar sota el sol) i se'ls veien clarament les venes sota la pell. Aquesta metonímia de prendre sang com a sinònim de llinatge es troba als pamflets racistes, a la descripció de creuaments animals (per això es parla d'un cavall pura sang) o per encomiar el lligam afectiu entre parents.